# Kalveboderne
Kalveboderne er betegnelsen for farvandet mellem Sjælland og Amager fra Sjællandsbroen i nord til Kalvebodbroerne i syd. Historisk set regnedes også strædet ved Slotsholmen og Christianshavns Vold med til Kalveboderne, og stednavnet Kalvebod Brygge er et levn fra denne oprindelige, bredere brug.
Farvandet er med tiden er blevet gjort væsentligt smallere gennem inddæmning og landindvinding. Således er Avedøre Holme, Sydhavnstippen, Vestamager (med Kalvebod Fælled) og Islands Brygge (med Nokken) efterhånden tilblevet. Harrestrup Å har sit udløb et stykke forbi Valbyparken.

## Navnet
Navnet "Kalveboderne" (eller Kalleboderne) blev i 1600- og 1700-tallet også brugt om kvarteret mellem Frederiksholms Kanal og Rysenstens, Ulriks og Gyldenløves Bastioner, der lå omtrent, hvor Vester Voldgade løber i dag. "Kalveboderne" er det folkelige navn; kvarterets formelle navn var Frederiksholm.
Navnet kommer af at kalve om sommeren blev sendt over på øerne i farvandet for at græsse. (selv i dag sendes heste og køer til Saltholm for at græsse) Dette giver os navnet "Kalve" (Kalle, Calle).
Bod er afledt af selve formen på bugten. På tysk kaldes lavvandede bugter og fjorde, med smal indsejling for "Bodden".
På den anden side af øresund findes en tilsvarende lavvandet bugt med smal indsejling, nemlig ved Falsterbo.

## Godsbanegård
I 1880'erne forelå der planer om at anlægge en ny godsbanegård i Kalveboderne. Den åbnede dog først 30. september 1901, tegnet af arkitekt Heinrich Wenck. Under navnet "tre porte" var den i brug frem til den i 1960'erne afløst af en ny godsbanegård på det samme terræn.